# San Martín de Puzhío
San Martín de Puzhío, alternative Schreibweise: San Martín de Puzhio oder kurz: Puzhio, ist eine Ortschaft und eine Parroquia rural („ländliches Kirchspiel“) im Kanton Chordeleg der ecuadorianischen Provinz Azuay. Die Parroquia besitzt eine Fläche von 14,45 km². Die Einwohnerzahl lag im Jahr 2010 bei 1069. Die Parroquia wurde am 27. Juli 1994 gegründet.

## Lage
Die Parroquia San Martín de Puzhío liegt im Osten der Provinz Azuay an der Westflanke der Cordillera Real. Sie befindet sich am rechten Flussufer des Río Zhio, ein Nebenfluss des Río Santa Bárbara. Im Osten reicht das Verwaltungsgebiet bis zu einem 3450 m hohen Höhenkamm. Das Areal wird nach Westen zum Río Zhio entwässert. Der Ort San Martín de Puzhío befindet sich auf einer Höhe von 2700 m, 7 km südlich des Kantonshauptortes Chordeleg.
Die Parroquia San Martín de Puzhío grenzt im Norden an die Parroquias Chordeleg und La Unión, im Osten an die Parroquia Remigio Crespo Toral (Kanton Gualaceo), im Süden an die Parroquia Delegsol sowie im Westen an die Parroquias Güel (Kanton Sígsig) und Simón Bolívar (Kanton Gualaceo).